# Bactrocera obtrullata
Bactrocera obtrullata
 es una especie de insecto díptero que White y Neal L. Evenhuis describieron científicamente por primera vez en 1999. Esta especie pertenece al género Bactrocera de la familia Tephritidae. 